# Renatus Karl von Senckenberg
Renatus Karl von Senckenberg est un littérateur allemand, né à Vienne en 1751, mort en 1799. Il est le fils de Heinrich Christian von Senckenberg, . 
Après avoir fait ses études à Gœttingue et à Strasbourg, il voyagea en Italie et fut, à son retour en Allemagne, nommé assesseur de la régence à Giessen. En 1778, il contribua à la publication d’un document historique qu’il avait en sa possession, document qui invalidait les prétentions de l’Autriche sur la succession de Bavière. Devenu la bête noire de la cour de Vienne et s’étant peu de temps après rendu dans cette ville, il fut banni des États autrichiens. 
De retour à Giessen, il fut nommé conseiller de la régence. Il fit ensuite plusieurs voyages et, en 1784, donna sa démission. Il légua sa bibliothèque, sa maison et une somme de 10,000 florins à l’université de Giessen.

## Œuvres
On a de lui : 
- un supplément à la Bibliothèque juridique de Lipenius (Leipzig, 1787-1789) ;
- Fortsetzung der deutschen Reichsgeschichte von Hœberlein (Continuation de l’Histoire de l’empire allemand de Hœberlein), t. XXII à XXVIII ; suivant d’autres bibliographes, t. XXI à XXVII (Francfort, 1798) ;
- Carmina, poésies latines et allemandes, publiées sous le pseudonyme de Polydore Remaus (1786).

## Source
« Renatus Karl von Senckenberg », dans Pierre Larousse, Grand dictionnaire universel du XIXe siècle, Paris, Administration du grand dictionnaire universel, 15 vol., 1863-1890 [détail des éditions].
- VIAF
- ISNI
- IdRef
- LCCN
- GND
- Pays-Bas
- Suède
- WorldCat